# Amphiesma kerinciense
Amphiesma kerinciense е вид влечуго от семейство Смокообразни (Colubridae).

## Разпространение
Видът е разпространен в Индонезия (Суматра).